# Молодые европейские социалисты
Молодые европейские социалисты (англ. Young European Socialists, YES), ранее известные как Организация социалистической молодежи Европейского сообщества (англ. European Community Organisation of Socialist Youth, ECOSY)  — организация молодых социалистов, объединяющая молодёжные социал-демократические и социалистические организации Европы. YES — молодёжная организация Партии европейских социалистов и член IUSY. Штаб-квартира находится в Брюсселе.
YES создана в ноябре 1992 году под названием «Европейское объединение организаций социалистической молодёжи» (European Community Organisation of Socialist Youth) на съезде в Гааге. На 11-м конгрессе в 2013 году организация была переименована в Young European Socialists.
Представителем России в YES является Российский социал-демократический союз молодёжи.